# Ksenija Urličić
Ksenija Urličić (Split, 7. prosinca 1939.) hrvatska je televizijska urednica i voditeljica. Bila je dugogodišnja glavna urednica Zabavnog programa Hrvatske radiotelevizije (HRT).
Rođena je u Splitu kao najmlađe dijete uz dva starija brata i sestru. Otac joj je bio liječnik, a majka domaćica. U Zagreb se s obitelji preselila prije navršene treće godine života. Školovala se na Filozofskom fakultetu gdje je studirala romanistiku.
Televizijsku karijeru započela je 1958. godine, još kao studentica, kada ju je redatelj Ivan Hetrich pozvao na audiciju za spikericu. Prethodno je, kao petnaestogodišnjakinja, ostvarila glavnu ulogu u filmu „Mala Jole” redatelja Nikše Fulgosija, gdje je tumačila lik Jolande Gruber, prve žene pomorskog kapetana.
Tijekom svoje karijere na Hrvatskoj televiziji, Urličić je prošla put od spikerice do urednice i glavne urednice Zabavnog programa. Imala je nadimak „Željezna Lady”. Osmislila je brojne značajne televizijske projekte, među kojima se posebno ističu:
- „Sedma noć” - prvi hrvatski televizijski spektakl
- „Dora” - hrvatski izbor za pjesmu Eurovizije, kojemu je dala ime
- „Kruške i jabuke” - prvi kulinarski dvoboj
- „Treća sreća” - prva licencna emisija

Tijekom Domovinskog rata realizirala je domoljubne projekte. Tjedan dana nakon operacije Oluja, producirala je glazbeno-scenski recital „Pozdrav tebi, Zvonimirov grade” na kninskoj tvrđavi, za što ju je predsjednik Franjo Tuđman odlikovao medaljom Oluja.
Majka je dvije kćeri, Katarine iz prvog braka te Nede iz drugog braka. Suprug od Katarine je Kazimir Bačić, bivši glavni ravnatelj HRT-a.

## Vanjske poveznice
- Ksenija Urličić u internetskoj bazi filmova IMDb-u (engl.)